# Miss Russisch Leger
Miss Russisch Leger is een schoonheidswedstrijd die wordt gehouden door het Russische Leger, waarbij vrouwelijke soldaten strijden om deze titel. Het doel hiervan is het enthousiast maken van jonge mannen voor een baan in het leger. Ten tijde van de Sovjet-Unie bestond in het Rode Leger een vergelijkbare wedstrijd onder de titel Miss Rode Ster. De eerste verkiezing van Miss Russisch Leger was in 2003.
Aan de wedstrijd van 2005, die getiteld was "Schoonheden in Schouderbandjes", deden 19 deelneemsters mee (soldates en vrouwelijke cadetten). De wedstrijd werd rechtstreeks uitgezonden op de Russische televisie en werd gehouden in het Legertheater in Moskou. Luitenant Ksenja Agarkova, een ingenieur van de Russische Noordelijke Vloot werd uitverkozen.
Kolonel Gennadi Dzjoeba, van het Ministerie van Defensie, verklaarde in 2005 "Degenen die hebben gediend, helemaal in netelige situaties, kennen de betekenis van vrouwen — zij kalmeren het team. We beheersen onszelf tegenover hen, onthouden ons van ruwheid." Een voormalige Miss Leger verklaarde dat vanwege het gevallen prestige van het Russische Leger, een dergelijke zichtbare wedstrijd mannen "bereid maakt om zich aan te sluiten". Het hoofdjurylid generaal-majoor Nikolaj Boerbyga betwijfelde of de Miss-wedstrijd werkelijk meer rekruten zou opleveren, maar gaf toe: "Het versterkt op de een of andere manier het leven — het alledaagse leven is erg monotoon."